# Palponima orthosioides
Palponima orthosioides är en fjärilsart som beskrevs av Butler 1889. Palponima orthosioides ingår i släktet Palponima och familjen nattflyn. Inga underarter finns listade i Catalogue of Life.